# Lista de construtores da Fórmula 1
Esta é uma lista de construtores de Fórmula 1. No automobilismo de Fórmula 1, os construtores são pessoas ou entidades corporativas que projetam peças-chave de carros de Fórmula 1 que competiram ou pretendem competir no Campeonato Mundial da FIA. Desde 1981, tem sido exigido que cada competidor tenha os direitos exclusivos de uso de certas peças-chave de seu carro - em 2018, essas peças eram a célula de sobrevivência, a estrutura de impacto frontal, as estruturas de rolagem e a carroceria. No entanto, uma parte fundamental que não é coberta por este requisito é a unidade de potência.

## Terminologia: construtores vs. equipes
Na Fórmula 1, os termos "construtor" e "participante" têm significados específicos e diferentes. Um participante é a pessoa ou entidade corporativa que registra um carro e o piloto para uma corrida e é responsável pela preparação e manutenção desse carro durante o fim de semana da corrida. Como resultado deste papel de preparação e participação ativa na corrida, o termo "equipe" se tornou comumente aplicado a uma organização participante.

### Construtores

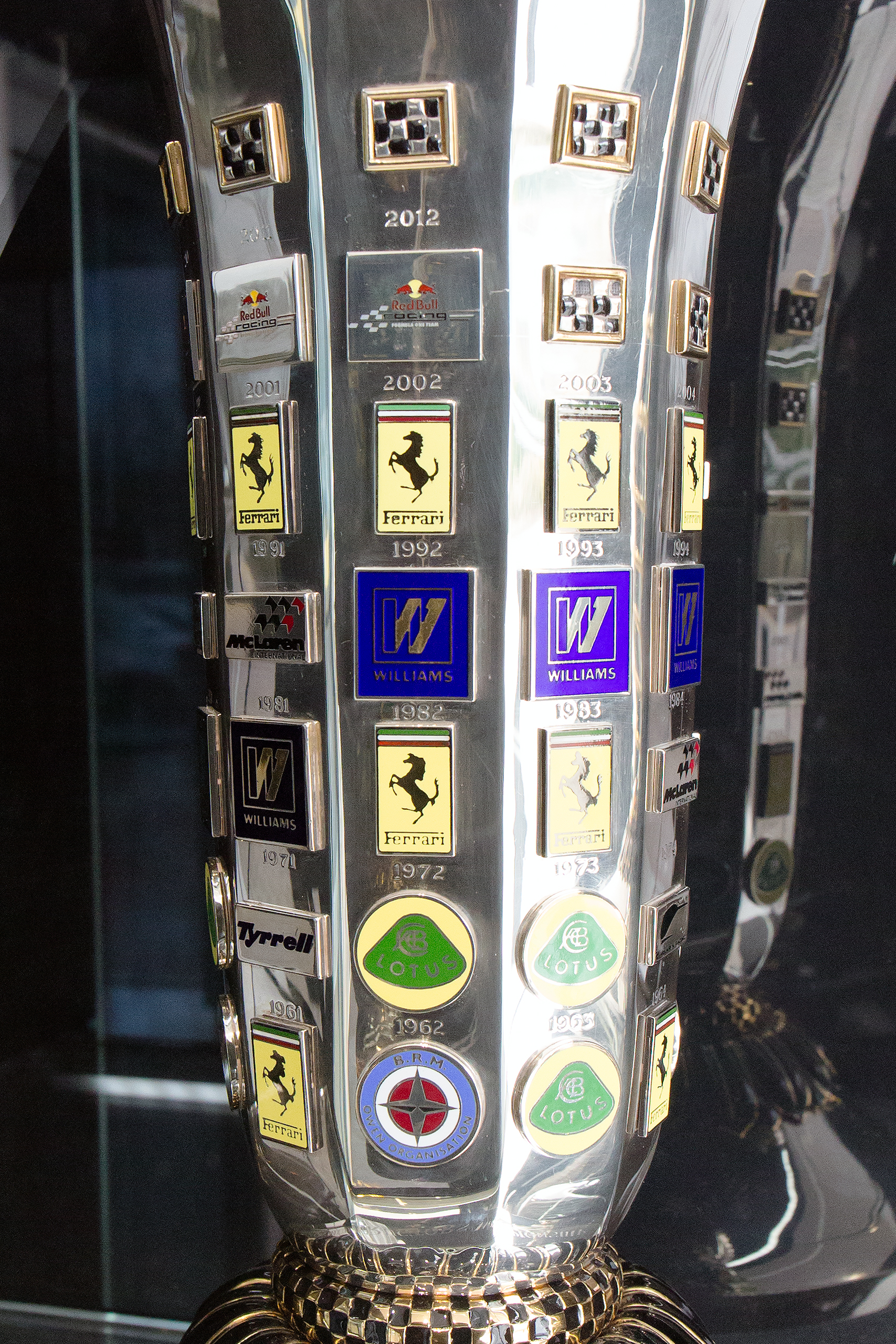
O troféu dos construtores

Nos termos do Artigo 6.3 do Regulamento Desportivo da FIA, "Um construtor é a pessoa (incluindo qualquer corporação ou órgão sem personalidade jurídica) que elabore as Partes Listadas descritas no Apêndice 6". Essas "partes listadas" incluem a célula de sobrevivência, a estrutura de impacto frontal, as estruturas de rolagem e a carroceria.
De acordo com o artigo 6.2 do regulamento esportivo da FIA, "O título de Construtor Campeão Mundial de Fórmula 1 será concedido ao competidor que tiver marcado o maior número de pontos". Até a temporada de 1979, a maioria das temporadas viu apenas o piloto com maior pontuação em cada corrida para cada construtor contribuindo com pontos para o Campeonato Mundial de Construtores, mas as regras atuais indicam que os pontos de ambos os carros inscritos por cada construtor serão considerados para o total do campeonato.
Os construtores podem optar por construir seus próprios motores, mas isso não é uma exigência e muitos optam por executar um mecanismo feito por um colega construtor ou por uma empresa que atualmente não é um construtor na Fórmula 1.

### Equipes
Desde a temporada de 1981, a FIA exigiu que os participantes da Fórmula 1 detivessem os direitos intelectuais ao chassi em que entravam, e assim os termos "entrante" e "construtor" e, portanto, também "equipe", tornaram-se sinônimos.
Antes dessa época, os construtores estavam livres para vender seu chassi para quantas outras equipes quisessem. Os chassis Brabham e Lotus foram usados extensivamente por outras equipes durante os anos 1960 e 1970 e várias equipes bastante competitivas nunca construíram seu próprio chassi. Rob Walker Racing Team foi o exemplo de maior sucesso, sendo responsável pelas primeiras vitórias na Fórmula 1, tanto para a Cooper quanto para a Lotus. O conceito de uma equipe de "fábrica" ou "fábrica" (ou seja, a equipe oficial da empresa que produz os carros, em oposição a uma equipe de clientes que os compra da prateleira) aplica-se ao chassi da mesma forma que no rali e corridas de carros esportivos.
Houve algumas exceções recentes em que uma empresa especializada, que não entrou no campeonato, foi contratada para projetar e construir um chassi para uma equipe; A Lola construiu carros para Larrousse e Scuderia Italia no final dos anos 80 e início dos anos 90, por exemplo. Larousse teve seus pontos da temporada de 1990 apagados depois que a FIA decidiu que eles haviam se nomeado falsamente e não Lola como o construtor do chassi. Em 1978, a nova equipe Arrows, que havia sido estabelecida pelo antigo pessoal da Shadow, foi processada pela Shadow, alegando que o carro da Arrows FA/1 era uma cópia do DN9 do Shadow - uma opinião confirmada pela Suprema Corte do Reino Unido, que proibiu a Arrows de correr com o FA/1.
A partir de meados da temporada de 1973 até o final da temporada de 2013 , cada equipe teve números de corridas permanentes de corrida para corrida ao longo da temporada. (Desde 2014 , os números de corrida foram atribuídos a pilotos em vez de equipes). Desde a temporada de 1985, a FIA exigiu que as equipes não entrem com mais de dois carros para uma corrida.

## Construtores atuais
| Construtor          | Motor      | Sede                         | Temporadas                        |
| ------------------- | ---------- | ---------------------------- | --------------------------------- |
| Alpine              | Renault    | França                       | 2021–presente                     |
| Aston Martin Aramco | Mercedes   | Reino Unido                  | 1959–1960 2021–presente           |
| Ferrari             | Ferrari    | Itália                       | 1950–presente                     |
| Haas                | Ferrari    | Estados Unidos · Reino Unido | 2016–presente                     |
| Kick Sauber         | Ferrari    | Suíça                        | 1993–2005 2010–2018 2024–presente |
| McLaren             | Mercedes   | Reino Unido                  | 1966–presente                     |
| Mercedes            | Mercedes   | Alemanha · Reino Unido       | 1954–1955 2010–presente           |
| Racing Bulls        | Honda RBPT | Itália                       | 2024–presente                     |
| Red Bull Racing     | Honda RBPT | Reino Unido · Áustria        | 2005–presente                     |
| Williams            | Mercedes   | Reino Unido                  | 1978–presente                     |

## Antigos construtores
| País                         | Construtor                                          | Ref.   |
| ---------------------------- | --------------------------------------------------- | ------ |
| Alemanha                     | Alex von Falkenhausen Motorenbau (AFM)              |        |
| Itália                       | Alfa Romeo                                          |        |
| África do Sul                | Alfa Special                                        |        |
| Itália                       | AlphaTauri                                          |        |
| Reino Unido                  | Alta                                                |        |
| Reino Unido                  | Amon                                                |        |
| Itália                       | Andrea Moda Formula                                 |        |
| Estados Unidos               | Anglo American Racers (Eagle)                       |        |
| Suíça                        | Apollon                                             |        |
| Reino Unido                  | Arrows                                              |        |
| Itália                       | Arzani Volpini                                      |        |
| Reino Unido                  | Aston                                               |        |
| França                       | Automobiles Gonfaronaises Sportives (AGS)           |        |
| Alemanha                     | Auto Technisches Spezialzubehor (ATS)               |        |
| Itália                       | Automobili Turismo e Sport (ATS)                    | [ 4 ]  |
| Itália                       | Bellasi                                             |        |
| Brasil                       | Bandeirantes                                        |        |
| Itália · Reino Unido         | Benetton                                            |        |
| Argentina                    | Berta                                               | [ 5 ]  |
| Alemanha                     | BMW                                                 |        |
| Reino Unido                  | Boro                                                | [ 6 ]  |
| Reino Unido                  | Brabham Racing Organization                         | [ 7 ]  |
| Reino Unido                  | Brawn GP                                            |        |
| Reino Unido                  | British American Racing (BAR)                       |        |
| Reino Unido                  | British Racing Motors (BRM)                         |        |
| Reino Unido                  | British Racing Partnership (BRP)                    |        |
| França                       | Bugatti                                             |        |
| Malásia                      | Caterham                                            |        |
| Itália                       | Cisitalia                                           |        |
| Itália                       | Coloni                                              |        |
| Reino Unido                  | Connaught                                           |        |
| Reino Unido                  | Connew                                              |        |
| Reino Unido                  | Cooper                                              |        |
| Reino Unido                  | Cosworth                                            | [ 8 ]  |
| Itália                       | Dallara                                             |        |
| Itália                       | De Tomaso                                           |        |
| Bélgica                      | Ecurie Nationale Belge                              |        |
| Alemanha                     | Eifelland                                           |        |
| Alemanha                     | Eisenacher Motoren Werke (EMW)                      |        |
| Suécia                       | Ekström                                             | [ 9 ]  |
| Suécia                       | El                                                  | [ 10 ] |
| Reino Unido                  | Emeryson                                            |        |
| Reino Unido                  | English Racing Automobiles (ERA)                    |        |
| Reino Unido                  | Ensign                                              |        |
| Itália                       | EuroBrun                                            |        |
| Reino Unido                  | Ferguson                                            |        |
| Brasil                       | Fittipaldi                                          |        |
| Itália                       | Fondmetal                                           |        |
| Reino Unido                  | Footwork                                            |        |
| Índia                        | Force India                                         |        |
| Itália                       | Forti Corsi                                         |        |
| Reino Unido                  | Frazer Nash                                         |        |
| Reino Unido                  | Fry                                                 |        |
| Reino Unido                  | Gilby                                               |        |
| França                       | Gordini                                             |        |
| Reino Unido                  | HWM                                                 |        |
| Reino Unido                  | Hesketh                                             |        |
| Reino Unido                  | Hill                                                |        |
| Espanha                      | HRT                                                 |        |
| Japão                        | Honda                                               |        |
| Itália                       | Iso-Marlboro                                        | [ 11 ] |
| Reino Unido                  | Jaguar                                              |        |
| Reino Unido                  | JBW                                                 |        |
| República da Irlanda         | Jordan Grand Prix                                   |        |
| Alemanha                     | Kauhsen                                             |        |
| Alemanha                     | Klenk                                               |        |
| Japão                        | Kojima                                              |        |
| Estados Unidos               | Kurtis Kraft                                        |        |
| Itália                       | Lancia                                              |        |
| França                       | Larrousse                                           |        |
| África do Sul                | LDS                                                 |        |
| Reino Unido                  | Lec                                                 |        |
| Reino Unido                  | Leyton House                                        |        |
| Itália                       | Life                                                |        |
| França                       | Ligier                                              |        |
| Reino Unido                  | Lola                                                |        |
| Reino Unido                  | Lotus                                               |        |
| Reino Unido                  | Lotus                                               |        |
| Malásia                      | Lotus                                               |        |
| Reino Unido                  | Lyncar                                              |        |
| Japão                        | Maki                                                |        |
| Reino Unido                  | Manor                                               |        |
| Reino Unido                  | March                                               |        |
| França                       | Martini                                             |        |
| Rússia · Reino Unido         | Marussia                                            |        |
| Itália                       | Maserati                                            |        |
| Itália                       | Maserati Milano                                     | [ 12 ] |
| França                       | Matra Sports                                        |        |
| Suíça                        | Monteverdi Binningen Motors (MBM)                   | [ 13 ] |
| Reino Unido                  | McGuire                                             | [ 14 ] |
| Itália                       | Merzario                                            |        |
| Rússia                       | Midland                                             |        |
| Itália                       | Minardi                                             |        |
| Itália                       | Modena                                              |        |
| Suíça                        | Monteverdi                                          | [ 15 ] |
| Alemanha                     | Mauritz von Strachwitz München (MSM)                | [ 16 ] |
| Itália                       | Officine Specializate Costruzione Automobili (OSCA) |        |
| Reino Unido                  | Onyx                                                |        |
| Itália                       | Osella Corse                                        |        |
| Reino Unido                  | Pacific Racing                                      |        |
| Estados Unidos               | Parnelli                                            |        |
| Estados Unidos               | Penske                                              |        |
| Reino Unido                  | Politoys                                            | [ 17 ] |
| Alemanha                     | Porsche                                             |        |
| França                       | Prost                                               |        |
| Reino Unido                  | Racing Point                                        |        |
| Reino Unido                  | RAM                                                 |        |
| Reino Unido                  | RAM March                                           | [ 18 ] |
| Rodésia                      | Realpha                                             | [ 19 ] |
| México                       | Rebaque                                             |        |
| França                       | Renault                                             |        |
| Alemanha                     | Rial                                                |        |
| Suíça                        | Sauber                                              |        |
| Estados Unidos               | Scarab                                              |        |
| Estados Unidos               | Scirocco                                            | [ 20 ] |
| Reino Unido · Estados Unidos | Shadow                                              |        |
| Reino Unido                  | Shannon                                             |        |
| França                       | Simca Gordini                                       | [ 21 ] |
| Reino Unido                  | Simtek                                              |        |
| Itália                       | Societa Valdostana Automobili (SVA)                 | [ 22 ] |
| Reino Unido                  | Spirit                                              |        |
| Países Baixos                | Spyker                                              |        |
| Canadá                       | Stebro                                              |        |
| Reino Unido                  | Stewart                                             |        |
| Japão                        | Super Aguri                                         |        |
| Reino Unido                  | Surtees                                             |        |
| França                       | Talbot-Darracq                                      |        |
| França                       | Talbot Lago                                         |        |
| Itália                       | Tec Mec                                             |        |
| Itália                       | Tecno                                               |        |
| Reino Unido                  | Theodore                                            | [ 23 ] |
| Reino Unido                  | Token                                               |        |
| Reino Unido                  | Toleman                                             |        |
| Itália                       | Toro Rosso                                          |        |
| Japão                        | Toyota                                              |        |
| Reino Unido                  | Trojan                                              |        |
| Itália                       | Trussardi                                           | [ 24 ] |
| Reino Unido                  | Tyrrell                                             |        |
| Reino Unido                  | Vanwall                                             |        |
| França                       | Venturi                                             | [ 25 ] |
| Alemanha                     | Veritas                                             |        |
| Reino Unido · Rússia         | Virgin                                              | [ 26 ] |
| Canadá                       | Wolf                                                |        |
| Alemanha                     | Zakspeed                                            |        |

### 500 milhas de Indianópolis
Construtores cuja única participação no Campeonato Mundial de Fórmula 1 foi apenas na corridas das 500 Milhas de Indianápolis de 1950 a 1960. Todos eram americanos.
| - Adams - Bardazon - Bromme - Cantarano - Christensen - Christy - Clemons - Cornis - Deidt - Del Roy - Dunn - Elder |  | - Epperly - Ewing - Gdula - Gerhardt - Hall - Hillegass - Johnson - Koehnle - Kupiec - Kuzma - Langley - Lesovsky |  | - Marchese - Meskowski - Meyer - Miller - Moore - Nichels - Olson - Pankratz |  | - Pawl - Phillips - Rae - Rassey - R Miller - Rounds Rocket - Scopa - Schroeder - Sherman - Shilala - Silnes - Snowberger |  | - Stevens - Sutton - Szalai - Templeton - Trevis - Turner - Voelker - Watts - Weidel - Watson - Wetteroth |